# Coupe du monde de cricket de 1983
Navigation
Coupe du monde 1979 Coupe du monde 1987
La Coupe du monde de cricket de 1983 fut la troisième édition de la coupe du monde de cricket. Elle s'est jouée du 9 au 25 juin 1983 en Angleterre et Pays de Galles. Les 8 équipes engagées disputèrent un total de 27 matchs. Le tournoi a été remporté par l'Inde, qui a battu en finale l'équipe des Indes occidentales, double championne en titre.

## Équipes participantes
| Nations test - Angleterre - Australie - Inde - Indes occidentales - Nouvelle-Zélande - Pakistan - Sri Lanka | Autre équipe - Zimbabwe |

## Déroulement

### Premier tour
Pour le premier tour, les huit équipes participantes furent séparées en deux groupes de quatre équipes. Chaque équipe rencontre deux fois les autres équipes de son groupe. Les deux premières équipes de chaque poule sont qualifiées pour les demi-finales de la compétition.
| Équipe                                                                | Pts | J | V | T | D | NR | RR    |
| --------------------------------------------------------------------- | --- | - | - | - | - | -- | ----- |
| Angleterre                                                            | 20  | 6 | 5 | 0 | 1 | 0  | 4.671 |
| Pakistan                                                              | 12  | 6 | 3 | 0 | 3 | 0  | 4.014 |
| Nouvelle-Zélande                                                      | 12  | 6 | 3 | 0 | 3 | 0  | 3.927 |
| Sri Lanka                                                             | 4   | 6 | 1 | 0 | 5 | 0  | 3.752 |
| Légende : Points - Victoires - Ties - Défaites - No Result - Run Rate |     |   |   |   |   |    |       |

| Équipe                                                                | Pts | J | V | T | D | NR | RR    |
| --------------------------------------------------------------------- | --- | - | - | - | - | -- | ----- |
| Indes occidentales                                                    | 20  | 6 | 5 | 0 | 1 | 0  | 4.308 |
| Inde                                                                  | 16  | 6 | 4 | 0 | 2 | 0  | 3.870 |
| Australie                                                             | 8   | 6 | 2 | 0 | 4 | 0  | 3.808 |
| Zimbabwe                                                              | 4   | 6 | 1 | 0 | 5 | 0  | 3.492 |
| Légende : Points - Victoires - Ties - Défaites - No Result - Run Rate |     |   |   |   |   |    |       |

### Tableau final
|  | Demi-finales                       | Demi-finales                       |      |       | Finale                    | Finale                    |
|  | Demi-finales                       | Demi-finales                       |      |       | Finale                    | Finale                    |
|  |                                    |                                    |      |       |                           |                           |
|  | 22 juin - Old Trafford, Manchester | 22 juin - Old Trafford, Manchester |      |       | 25 juin - Lord's, Londres | 25 juin - Lord's, Londres |
|  | 22 juin - Old Trafford, Manchester | 22 juin - Old Trafford, Manchester |      |       | 25 juin - Lord's, Londres | 25 juin - Lord's, Londres |
|  | Angleterre                         | 213                                |      |       | 25 juin - Lord's, Londres | 25 juin - Lord's, Londres |
|  | Angleterre                         | 213                                |      |       | 25 juin - Lord's, Londres | 25 juin - Lord's, Londres |
|  | Inde                               | 217/4                              |      |       | 25 juin - Lord's, Londres | 25 juin - Lord's, Londres |
|  | Inde                               | 217/4                              | Inde | 183   |                           |                           |
|  | 22 juin - The Oval, Londres        |                                    | Inde | 183   |                           |                           |
|  |                                    | Indes occidentales                 | 140  |       |                           |                           |
|  | Pakistan                           | Indes occidentales                 | 140  | 184/8 |                           |                           |
|  | Pakistan                           |                                    |      | 184/8 |                           |                           |
|  | Indes occidentales                 | 188/2                              |      |       |                           |                           |
|  | Indes occidentales                 | 188/2                              |      |       |                           |                           |